# La script
La script es un programa de cine y series que actualmente se emite semanalmente los jueves en formato de pódcast y que está producido por la revista Kinótico (desde 2024) y anteriormente por The Story Lab (2022-2024). Está disponible en las principales plataformas como Spotify y también cuenta con un formato de video a través del canal del programa en YouTube. El programa está dirigido y presentado por su creadora, la periodista María Guerra.
Anteriormente fue emitido por el canal privado de Movistar+ y fue retransmitido por la emisora de radio Cadena SER. Durante su etapa en Movistar, el programa fue subdirigido también por la periodista Pepa Blanes. Se emitió los jueves a las 22:00 en el canal Movistar CineDoc&Roll y se reponía los sábados en el canal #0 de Movistar. Desde principios de 2021, se encontraba en negociaciones para su vuelta a la cadena de televisión. Por ende, Movistar+, estrenó un nuevo formato el 18 de marzo de 2021, titulado: Ver-Mú.
En su etapa radiofónica, se emitía los sábados de 7:30 a 8:00 y los domingos de 3:30 a 4:30 en la antena de la Cadena SER; el podcast del programa estaba disponible desde el viernes a las 13:00. El programa fue líder de audiencia tanto sábados como domingos.
Desde febrero de 2022, el mítico programa se convirtió, de nuevo, en un podcast.

## Historia
La Script no nace directamente como un programa en la antena de la Cadena SER, sino que nace como un blog de cadenaser.com, en mayo del año 2010, coincidiendo con el Festival de Cannes; en el blog la periodista María Guerra habla semanalmente de los estrenos de la cartelera y los grandes festivales y premios cinematográficos. Es a partir de septiembre del año 2011 cuando el blog se convierte en un programa de radio.

### Etapa en Cadena SER (2011-2019)
El programa llega a la parrilla de la SER años después de que la emisora cancelase el programa El Cine de Lo Que Yo Te Diga, y regresa con algunos de los componentes de ese programa, María Guerra al frente y Elio Castro y Antonio Martínez como colaboradores. Desde el 3 de septiembre de 2011 La Script se emite los sábados de 16:00 a 17:00, justo antes de Carrusel deportivo. 
A partir de su segunda temporada, septiembre del año 2012, el programa pasa a emitirse un hora antes, los sábados tras Hora 14, de 15:10 a 16:00, una estrategia de la Cadena Cadena SER para aumentar el espacio dedicado al fútbol con Carrusel deportivo. Este año se produce una de las entrevistas más relevantes del programa] con el ministro de Hacienda Cristóbal Montoro tras sus polémicas declaraciones acerca de la calidad del cine español. Durante la entrevista con María Guerra, Montoro pidió perdón al sector audiovisual y rechazó una posible bajada del IVA cultural.
En su cuarta temporada (2014 - 2015) la Cadena SER deja de emitir el programa en su franja habitual de los sábados para que el fútbol ocupe aún más tardes del fin de semana de la emisora. Esa temporada el programa completo se emite únicamente como podcast en Play SER, aunque los viernes María Guerra y Pepa Blanes se asoman a La Ventana a partir de las 19:40 (tras el tramo regional) para contar los estrenos de la semana. Debido a las colaboraciones de María Guerra y Pepa Blanes en el programa '80 y la madre' presentado por José Antonio Ponseti en M80 Radio, La Script pasa a emitirse en la emisora musical los sábados de 9:00 a 10:00 como edición del fin de semana de '80 y la madre'. En 2015 los programas especiales con motivo de la entrega de los Globos de Oro y los Premios Oscar se emitieron conjuntamente en la Cadena SER y M80 Radio en un programa conducido por María Guerra y José A. Ponseti.

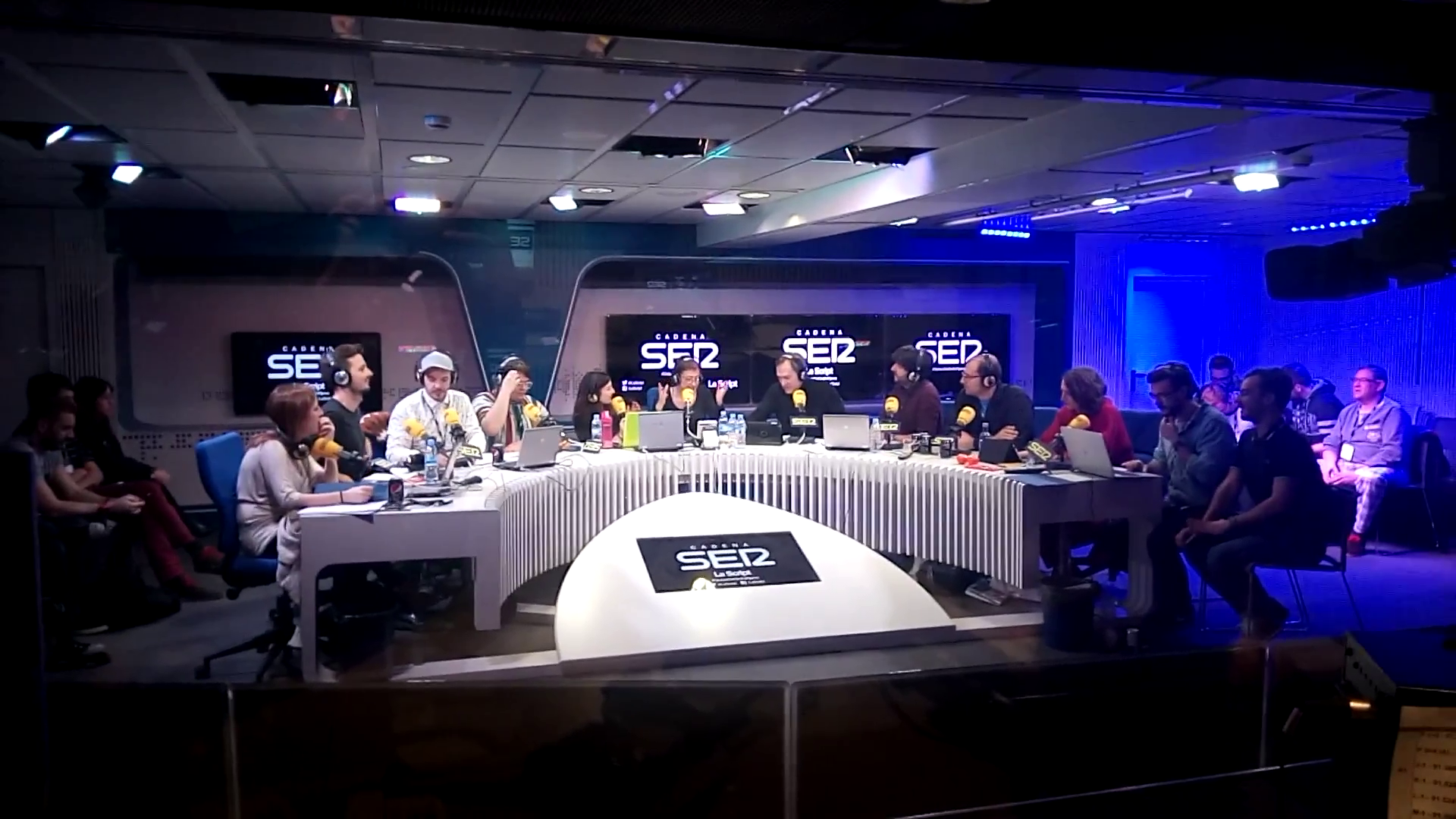
Retransmisión de los Globos de Oro 2017 por La Script en el estudio central de la Cadena SER. 2017

La quinta temporada de La Script (2015 - 2016) comienza con la novedad del regreso del programa a la antena de la SER en una versión informativa reducida, los sábados de 7:30 a 8:00 tras Matinal SER y justo antes del comienzo de A vivir que son dos días. Durante esta temporada el programa tradicional de una hora de duración con 'La Trifulca' de cine y la sección de televisión completa se sigue subiendo como podcast y se emite en cadenaser.com los viernes de 13:00 a 14:00. Por primera y única vez desde el comienzo del programa, la Cadena SER no retransmite la ceremonia de entrega de los Globos de Oro.
La sexta temporada del programa (2016 - 2017) comienza sin grandes cambios en cuanto a la programación hasta que en enero de 2017 la Cadena SER cancela Negra y Criminal, por lo que el programa pasa a emitirse también la noche del domingo al lunes en la franja de 2:30 a 3:30 de la madrugada.  Durante esta temporada el programa es premiado en la Semana del Cine Español de Carabanchel por su labor en la difusión de la cinematografía nacional.
En noviembre de 2017 reciben el premio a la comunicación no sexista por parte de la Associació de Dones Periodistes de Catalunya por ser un programa que visibiliza las desigualdades de las mujeres en la industria del cine. Este año la retransmisión de la ceremonia de entrega de los Premios Oscar se hace de manera simultánea con la web de El País a través de streaming.
En octubre de 2018 Movistar+ comienza a emitir una edición televisiva de La Script presentada por María Guerra y Pepa Blanes y con Laia Portacelli y Cristina Teva como colaboradoras. El programa continúa emitiendo en paralelo sus ediciones radiofónicas en la Cadena SER. Este año 2018 ni La Script ni la Cadena SER retransmiten la ceremonia de entrega de los Globos de Oro; la retransmisión en España de esta ceremonia la presentan María Guerra y Pepa Blanes en un programa especial en Movistar+.
El 1 de febrero de 2019 María Guerra hace pública su decisión de dejar la Cadena SER. "Dejo la radio voluntaria, libre y amorosamente. El cuerpo me pide un poco de calma, concentración y tiempo para disfrutar las nuevas aventuras profesionales", explicaba Guerra. El sábado 2 de febrero María Guerra realiza su última intervención en la SER con la información sobre la entrega de los Premios Goya. El primer fin de semana de febrero es, por tanto, el último en el que La Script se emite en la Cadena SER que continúa siendo el programa de cine y series de Movistar+.

### Etapa en Movistar+ (2018-2020)
El equipo
- Directora: María Guerra
- Subdirectora: Pepa Blanes
- Colaboradoras: Laia Portaceli y Cristina Teva
- Redactora: Laura Martínez

Temporadas
|       | Temporada | Programas | Estreno                  | Final                   |
| ----- | --------- | --------- | ------------------------ | ----------------------- |
|       | 1         | 38        | 4 de octubre de 2018     | 20 de junio de 2019     |
|       | 2         | 39        | 19 de septiembre de 2019 | 25 de junio de 2020     |
|       | 3         | 15        | 10 de septiembre de 2020 | 17 de diciembre de 2020 |
| Total | Total     | 92        | 2018                     | 2020                    |

## Episodios en pódcast
| Temporada | Temporada         | Episodios | Episodios | Emisión original         | Emisión original    |
| Temporada | Temporada         | Episodios | Episodios | Primera emisión          | Última emisión      |
| --------- | ----------------- | --------- | --------- | ------------------------ | ------------------- |
|           | Primera Temporada | 22        | 22        | 10 de febrero de 2022    | 14 de julio de 2022 |
|           | Segunda Temporada | 44        | 44        | 15 de septiembre de 2022 | 20 de julio de 2023 |
|           | Tercera Temporada | 34        | 34        | 14 de septiembre de 2023 | 23 de mayo de 2024  |
|           | Cuarta Temporada  | 14        | 14        | 23 de agosto de 2024     | —                   |

### Primera  temporada
| Núm | Título                 | Invitado/a(s)                                                | Fecha de emisión (YouTube) |
| --- | ---------------------- | ------------------------------------------------------------ | -------------------------- |
| 1   | Vuelve La Script       | Javier Calvo, Javier Ambrossi, Petra Martínez e Isa Calderón | 10 de febrero de 2022      |
| 2   | Segundas partes        | Antonio de la Torre y Eva Soriano                            | 17 de febrero de 2022      |
| 3   | Juventud               | Clara Galle, Julio Peña, Abril Zamora y Celia Montalbán      | 24 de febrero de 2022      |
| 4   | Batman y el 8M         | Pilar Castro, Candela Peña e Inés Hernand                    | 3 de marzo de 2022         |
| 5   | La Script y Rusia      | Leonor Watling, Antonio Navarro y Manu March                 | 10 de marzo de 2022        |
| 6   | Las cloacas del Estado | Luis Tosar y Miguel Larraya                                  | 17 de marzo de 2022        |
| 7   | El trabajo             | Arturo Valls y Soy una pringada                              | 24 de marzo de 2022        |
| 8   | Sinvergüenzas          | Daniel Guzmán y Lucía Litjmaer                               | 31 de marzo de 2022        |
| 9   | Vecinos                | Natalia de Molina e Ingrid García-Jonsson                    | 7 de abril de 2022         |
| 10  | Humor rural            | Julián López y Esperansa Grasia                              | 21 de abril de 2022        |
| 11  | Los ricos              | Javier Gutiérrez, Celia Montalbán y Patricio Alvargonzález   | 28 de abril de 2022        |
| 12  | Profesores             | Javier Cámara y Pantomima Full                               | 5 de mayo de 2022          |
| 13  | Romance                | Álvaro Cervantes y Perra de Satán                            | 12 de mayo de 2022         |
| 14  | Multiverso             | Rodrigo Cortés y Álvaro Wasabi                               | 19 de mayo de 2022         |
| 15  | Animales               | Miguel Ángel Muñoz y Fernando Tejero                         | 26 de mayo de 2022         |
| 16  | Familias               | Carlos Areces y Alberto Moreno                               | 2 de junio de 2022         |
| 17  | Viajar                 | Álvaro Morte y Ana Morgade                                   | 9 de junio de 2022         |
| 18  | La infancia            | Macarena García e Iggy Rubín                                 | 16 de junio de 2022        |
| 19  | Madres                 | Celia Montalbán, Malena Alterio y Alauda Ruiz de Azúa        | 23 de junio de 2022        |
| 20  | Orgullo                | Bob Pop y Eugenia Tenenbaum                                  | 30 de junio de 2022        |
| 21  | Señores                | Amaia Salamanca y Soy Cardo                                  | 7 de julio de 2022         |
| 22  | Cine de verano         | Santos Bacana y Luis Callejo                                 | 14 de julio de 2022        |

### Segunda temporada
| Núm | Título                                            | Invitado/a(s)                                   | Fecha de emisión (YouTube) |
| --- | ------------------------------------------------- | ----------------------------------------------- | -------------------------- |
| 1   | Yolanda Díaz, una motomami con el culo de hierro  | Yolanda Díaz                                    | 15 de septiembre de 2022   |
| 2   | ¿La generación Z es la mejor?                     | Milena Smit y Julieta Wibel                     | 22 de septiembre de 2022   |
| 3   | Borrarse Instagram o no. Esa es la cuestión       | Miguel Herrán y Alberto Rodríguez               | 29 de septiembre de 2022   |
| 3   | El fracaso se vive intensamente                   | Manolo Caro                                     | 29 de septiembre de 2022   |
| 4   | El malo, la pija y la quinqui                     | Juan Diego Botto y la Pija y la Quinqui         | 6 de octubre de 2022       |
| 5   | Poderosas y cabreadas                             | Anna Castillo                                   | 13 de octubre de 2022      |
| 6   | Autoestima hasta el cielo y perreo hasta el suelo | Henar Álvarez                                   | 18 de octubre de 2022      |
| 6   | A punto de estallar                               | Paco Cabezas                                    | 20 de octubre de 2022      |
| 7   | La bestia más sentimental                         | Álex de la Iglesia                              | 27 de octubre de 2022      |
| 8   | Cutre se nace no se hace                          | Paco León y Lala Chus                           | 3 de noviembre de 2022     |
| 9   | No quiero ser libre                               | Eduardo Casanova y Darío Emehache               | 10 de noviembre de 2022    |
| 10  | ¿Han cambiado los hombres?                        | Karra Elejalde y Daniel Sánchez Arévalo         | 17 de noviembre de 2022    |
| 11  | Privilegiadas                                     | Marta Nieto y Alex de la Croix                  | 24 de noviembre de 2022    |
| 12  | Terror marginal                                   | Rodrigo Sorogoyen y Ester Expósito              | 1 de diciembre de 2022     |
| 13  | Actrices con carácter                             | Carmen Machi y Mina El Hammani                  | 8 de diciembre de 2022     |
| 14  | Señoras                                           | Toni Acosta y Laura Galán                       | 15 de diciembre de 2022    |
| 15  | Clásicos modernos                                 | Isabel Coixet y Coque Malla                     | 22 de diciembre de 2022    |
| 16  | La fan y la estrella de cine                      | Tom Hanks, Mariana Treviño y Andrea Compton     | 29 de diciembre de 2022    |
| 17  | Saltando las normas                               | Susi Sanchez, Anna R. Costa y Coria Castillo    | 12 de enero de 2023        |
| 18  | Haciendo memoria                                  | Nerea Barros y Sergio del Molino                | 19 de enero de 2023        |
| 19  | Toda la carne en el asador                        | Óscar Jaenada y Alberto Velasco                 | 26 de enero de 2023        |
| 20  | Ellas mismas                                      | Belén Cuesta y Greta Fernández                  | 2 de febrero de 2023       |
| 21  | Chicas Sorogoyen                                  | Luis Zahera y Vicky Luengo                      | 9 de febrero de 2023       |
| 22  | No sin mi perra                                   | Aixa Villagrán y Rubén Ochandiano               | 16 de febrero de 2023      |
| 23  | Dale Candela                                      | Pilar Castro, Candela Peña y Carolina Yuste     | 23 de febrero de 2023      |
| 24  | Libres de Culpa                                   | Ana Rujas, Claudia Costafreda y Ernesto Sevilla | 2 de marzo de 2023         |
| 25  | Una terapia peligrosa                             | Eva Ugarte y Lucas Vidal                        | 9 de marzo de 2023         |
| 26  | Héroes y payasos                                  | Pepe Viyuela y Ray Loriga                       | 16 de marzo de 2023        |
| 27  | Tipos de letras                                   | Álvaro Rico y Juan José Millás                  | 23 de marzo de 2023        |
| 28  | Dale Candela                                      | Jaime Lorente y Fernando Esteso                 | 30 de marzo de 2023        |
| 29  | Matria no hay más que una                         | Dario Grandinetti y María Vázquez               | 6 de abril de 2023         |
| 30  | El fenómeno fan y otros fenómenos paranormales    | Omar Ayuso y Gracia Olayo                       | 13 de abril de 2023        |
| 31  | Que salga lo malo y entre lo bueno                | María León y Patricia López Arnaiz              | 20 de abril de 2023        |
| 32  | Un antidisturbios que cuide de mi                 | Álex García y Elvira Lindo                      | 27 de abril de 2023        |
| 33  | Action heroes                                     | Natalia de Molina y Cristina Medina             | 4 de mayo de 2023          |
| 34  | Del puente viejo a la casa de papel               | Loreto Mauleón y Javier Gómez Santander         | 11 de mayo de 2023         |
| 35  | El narco y la intelectual                         | Alberto Ammann y Elizabeth Duval                | 18 de mayo de 2023         |
| 36  | Almodóvar en corto                                | Pedro Almodóvar                                 | 25 de mayo de 2023         |
| 37  | El aperitivo con Pepa y Carol                     | Carolina Iglesias y Pepa Charro                 | 1 de junio de 2023         |
| 38  | Haciendo memoria                                  | Secun de la Rosa y Brays Efe                    | 8 de junio de 2023         |
| 39  | Cámara y acción                                   | Javier Cámara                                   | 15 de junio de 2023        |
| 40  | Les va tan bien como parece                       | Miki Esparbé y Nicole Wallace                   | 22 de junio de 2023        |
| 41  | Flores y raíces                                   | Lolita Flores                                   | 29 de junio de 2023        |
| 42  | Orgullo y prejuicios                              | Rigoberta Bandini y Paco Bezerra                | 6 de julio de 2023         |
| 43  | Sexo y teatro                                     | Fernando Cayo y Mabel Lozano                    | 13 de julio de 2023        |
| 44  | Un director especial                              | Javier Fesser                                   | 20 de julio de 2023        |

### Tercera temporada
| Núm | Título                                      | Invitado/a(s)                                     | Fecha de emisión (YouTube) |
| --- | ------------------------------------------- | ------------------------------------------------- | -------------------------- |
| 1   | Nacida para rodar con Úrsula Corberó        | Úrsula Corberó                                    | 14 de septiembre de 2023   |
| 2   | Corredores de fondo                         | Luis Tosar y Macarena Gómez                       | 21 de septiembre de 2023   |
| 3   | La tribu de los Casas                       | Mario Casas y Óscar Casas                         | 28 de septiembre de 2023   |
| 4   | Fernando Trueba: La vida no puede ser seria | Fernando Trueba                                   | 5 de octubre de 2023       |
| 5   | Curtidas en la pantalla                     | María Pedraza y Anna Castillo                     | 12 de octubre de 2023      |
| 6   | Los Javis y Jordi Sánchez se abren en canal | Javier Calvo, Javier Ambrossi y Jordi Sánchez     | 19 de octubre de 2023      |
| 7   | El músico y la soñadora                     | Elena Anaya y Alberto Iglesias                    | 26 de octubre de 2023      |
| 8   | De morsas y lágrimas                        | Belén Cuesta y David Trueba                       | 2 de noviembre de 2023     |
| 9   | Vocaciones y casualidades                   | Inma Cuesta y Yon González                        | 9 de noviembre de 2023     |
| 10  | De monjas que fuman y músicos moteros       | Isabel Coixet y Vetusta Morla                     | 16 de noviembre de 2023    |
| 11  | De familias y fantasmas                     | Berto Romero, Andreu Buenafuente y Alba Flores    | 23 de noviembre de 2023    |
| 12  | Veteranas y poderosas                       | Belén Rueda y Ana Wagener                         | 30 de noviembre de 2023    |
| 13  | Todo por el cine                            | Juan Antonio Bayona y Javier Botet                | 7 de diciembre de 2023     |
| 14  | Barranquismo del corazón                    | Miguel Herrán, Pedro Casablanc y Miren Ibarguren  | 14 de diciembre de 2023    |
| 15  | Cruzaron el charco                          | Pedro Alonso y Malena Alterio                     | 21 de diciembre de 2023    |
| 16  | Sonido y furia                              | Arón Piper y Javier Gutiérrez                     | 11 de enero de 2024        |
| 17  | Dejarse la piel con alegría                 | Ana Polvorosa y Alberto San Juan                  | 18 de enero de 2024        |
| 18  | Hasta el tuétano                            | Miguel Ángel Silvestre                            | 25 de enero de 2024        |
| 19  | Contra viento y marea                       | Miguel Bernardeau y Lola Rodríguez                | 1 de febrero de 2024       |
| 20  | Hombres perdidos, mujeres encontradas       | Hugo Silva y Elena Martín Gimeno                  | 8 de febrero de 2024       |
| 21  | De soñadores y machiluros                   | Pablo Berger, Laura Caballero y Alberto Caballero | 15 de febrero de 2024      |
| 22  | Las tripas del audiovisual                  | María Hervás y Piti Alonso                        | 22 de febrero de 2024      |
| 23  | Vivir para interpretar                      | Jorge Sanz y Adriana Ozores                       | 29 de febrero de 2024      |
| 24  | Mujeres que dicen que no                    | Soy una pringada y Carmen Machi                   | 7 de marzo de 2024         |
| 25  | Hijos del matriarcado                       | Asier Etxeandia y Malcolm Treviño-Sitté           | 14 de marzo de 2024        |
| 26  | Con los pies en la tierra                   | Chino Darín y Berta Vázquez                       | 21 de marzo de 2024        |
| 27  | Rapear y rebelarse                          | Julián López y Yolanda Ramos                      | 4 de abril de 2024         |
| 28  | Inteligencia Natural                        | Candela Peña y Julio Rojas                        | 11 de abril de 2024        |
| 29  | Inteligencia Natural                        | Alexandra Jiménez y Marta Etura                   | 18 de abril de 2024        |
| 30  | El gentleman cordobés                       | Álvaro Morte                                      | 25 de abril de 2024        |
| 31  | Un vaquero inesperado                       | Viggo Mortensen                                   | 2 de mayo de 2024          |
| 32  | Timidez variable                            | Blanca Suárez y David Verdaguer                   | 9 de mayo de 2024          |
| 33  | Pasión gallega                              | Tristán Ulloa y Celia Freijeiro                   | 16 de mayo de 2024         |
| 34  | Latinoamérica inagotable                    | Manolo Caro y Darío Grandinetti                   | 23 de mayo de 2024         |

### Cuarta  temporada
| Núm | Título                                       | Invitado/a(s)                                      | Fecha de emisión (YouTube) |
| --- | -------------------------------------------- | -------------------------------------------------- | -------------------------- |
| 1   | Pasiones compartidas                         | Matt Dillon y Fernando Trueba                      | 22 de agosto de 2024       |
| 2   | Separarse y reir                             | Jonás Trueba y Kira Miró                           | 29 de agosto de 2024       |
| 3   | Artistas y activistas                        | Susi Sánchez y Alex de la Croix                    | 5 de septiembre de 2024    |
| 4   | La fuerza de los orígenes                    | Verónica Echegui y Aitana Sánchez-Gijón            | 12 de septiembre de 2024   |
| 5   | Motor, Cámara...¡y Ortiz!                    | Javier Cámara, Paula Ortiz y Yolanda Ortiz         | 19 de septiembre de 2024   |
| 6   | Renacimientos                                | Úrsula Corberó, Karla Sofía Gascón y Javi Giner    | 26 de septiembre de 2024   |
| 7   | Directoras Sensei                            | Iciar Bollaín y Pilar Palomero                     | 3 de octubre de 2024       |
| 8   | Chicos de pueblo                             | Andrés Velencoso y Luis Tosar                      | 10 de octubre de 2024      |
| 9   | Querer y dirigir                             | Ricardo Gómez y Alauda Ruiz de Azúa                | 17 de octubre de 2024      |
| 10  | Devoran el tiempo                            | Ángela Molina, Rodrigo Sorogoyen y Victoria Luengo | 24 de octubre de 2024      |
| 11  | De héroes y zombis                           | Óscar Casas y Francisco Ortiz                      | 31 de octubre de 2024      |
| 12  | No necesitan premios                         | Emma Vilarasau y Eduard Fernández                  | 7 de noviembre de 2024     |
| 13  | Atracar un banco o al Ministerio de Hacienda | Miguel Herrán y Diego San José                     | 14 de noviembre de 2024    |
| 14  | Sin perder el acento                         | Paz Vega y María León                              | 22 de noviembre de 2024    |

## Secciones

### En Televisión

#### La Trifulca de cine
Una de las principales secciones del programa es esta. En ella, María Guerra, Pepa Blanes y Cristina Teva crean un debate comentando los estrenos de películas de la semana en los canales de Movistar+, en los cines y en las plataformas digitales como Netflix o Disney+.

#### La Trifulca de series
El otro espacio característico del programa. En él, María Guerra, Pepa Blanes y Laia Portaceli crean un debate comentando los estrenos de series de la semana en Movistar+, Netflix o Disney+

#### La Visita
En cada programa, María Guerra y Pepa Blanes, charlan con un invitado/a que viene a promocionar alguna película o serie de televisión. 

### En Radio

#### La Script Matinal (sábados de 7:30 a 8:00)
El programa matinal de La Script se emite la mañana de los sábados justo después de Matinal SER y previo al comienzo de A Vivir Que Son Dos Días. Esta versión reducida el programa se centra en la información dejando de lado la opinión para el podcast. El programa comienza con un repaso de la actualidad cinematográfica a través de distintos reportajes que incluyen las películas que se estrenan en la semana. A continuación los responsables de la sección de televisión (Una semana Laia Portaceli y otra José M. Romero y Daniel Garrán) resumen los estrenos más importantes en el mundo de las series y avanzan lo que comentarán en el podcast. La Script termina siempre con una frase de una película que forma parte de la historia del cine.

#### La sesión golfa de La Script (domingos de 3:30 a 4:30)
La edición nocturna de La Script es el mismo programa que está disponible en la web de la SER como podcast desde el viernes a las 13:00 y mantiene el formato tradicional del programa. Está compuesto por dos secciones principales:
La Trifulca de cine:
Primera y principal sección del programa. María Guerra, Pepa Blanes y Elio Castro repasan las noticias cinematográficas, dan su opinión y discuten (montan una trifulca) sobre los estrenos semanales.
Televisión:
Las series también tienen un espacio en La Script. Una semana lo hace Laia Portaceli y otra lo hacen José M. Romero y Dani Garrán, discuten, analizan e informan los diferentes estrenos televisivos, repasan lo último en el mundo de las series con otros invitados.

#### Programas especiales
La Script emite distintos programas especiales a lo largo del año. Dos de los más tradicionales son las ceremonias de entrega de los Globos de Oro y los Premios Óscar ocupando dos días al año la madrugada del domingo al lunes en la SER. Los únicos años que La Script no ha retransmitido la ceremonia de entrega de los Globos de Oro durante su vida en la Cadena SER fueron las ediciones del 2015 (celebrada en enero del año 2016) y la del 2018 (celebrada en enero de 2019) esta última no se retransmitió en la Cadena SER porque María Guerra y Pepa Blanes fueron las encargadas de presentar el programa especial de Movistar+ con motivo de la ceremonia.
La Script acude también a la ceremonia de entrega de los Premios Goya, aunque en este caso no se retransmiten en directo, María Guerra y Pepa Blanes hacen distintas entradas en Carrusel Deportivo para comentar quiénes han sido los ganadores, y, en el año 2017, retransmitieron un programa especial posterior a la ceremonia, 'Los After Goyas', con las reacciones de los ganadores a partir de la 1:00 en la antena de la SER.
María Guerra y Pepa Blanes cubren también los principales festivales cinematográficos (Venecia, San Sebastián, Málaga, Cannes...) de los que informan en el programa habitual, e incluso realizan algún programa especial si coincide con un fin de semana en el que no haya fútbol y pueden ocupar el espacio que deja Carrusel.